# Матірка (притока Дністра)
Матірка — мала річка в Україні, ліва притока Дністра (басейн Чорного моря). Долина річки у нижній частині на довжину 3,8 км затоплена водами Дністровського водосховища. 
Витік у межах Кам'янець-Подільського району Хмельницької області. Протікає через села Маціорськ і Стара Гута, гирло біля с. Рудківці. Від південної околиці с. Маціорськ до Дністра розділяє Кам'янець-Подільський район Хмельницької області і Мурованокуриловецький район Вінницької області.

## Назва річки
- Матірка ( [Архівовано 19 лютого 2018 у Wayback Machine.]) — на топографічних картах другої половини ХХ ст.
- Матірська ( [Архівовано 2 квітня 2015 у Wayback Machine.]) — на військово-топографічній карті Російської Імперії 1868 р. і австрійській карті 1910 р. (Materskaja [Архівовано 19 лютого 2018 у Wayback Machine.]).
- Мацюрська ((пол.) Maciurska) на польській карті 1930, а також у географічному словнику Королівства Польського, 1884 р.[3].
- Боричова ((пол.) Boryczowa) — у географічному словнику Королівства Польського (1888 р.)[3][4].

У Словнику гідронімів України за різними літературними джерелами відзначені назви: Maciurska, Meterska, Boryczow, Матерская, Барычова, Боричова, Борщовка, Матѐрка, Матюрска, Борщова, Матірка.
Найменування, імовірно, походить від діалектної назви конопель матірка — конопель, що дають насіння (що несуть жіночі квітки) і, очевидно, пов'язана з культивуванням їх на берегах річки. Паралельна назва можливо також флористичного походження — від назви борщівника — дворічної й багаторічної рослини з родини зонтичних з великим листям, молоде стебло якої їстівне.

## Опис
Довжина річки 18 км, площа басейну 81 км². Похил річки 10 ‰. Долина V-подібна, у нижній частині затоплена водами Дністровського водосховища. 
Має притоку — р. Балин, що впадає до Матірки в с. Маціорськ  [Архівовано 19 лютого 2018 у Wayback Machine.].

## Розташування
Впадає до Дністра на південний схід від села Рудківці. До її затоплення водами Дністровського водосховища формувала великий конус виносу і звуження русла Дністра, що називалося Бурнаком.

## Цікаві факти
У пониззі річки на правому схилі долини розташоване Рудковецьке городище — пам'ятка чорноліської археологічної культури кімерійсько-скіфського часу. 
У кінці ХІХ ст. на річці було 9 простих млинів.

## Галерея

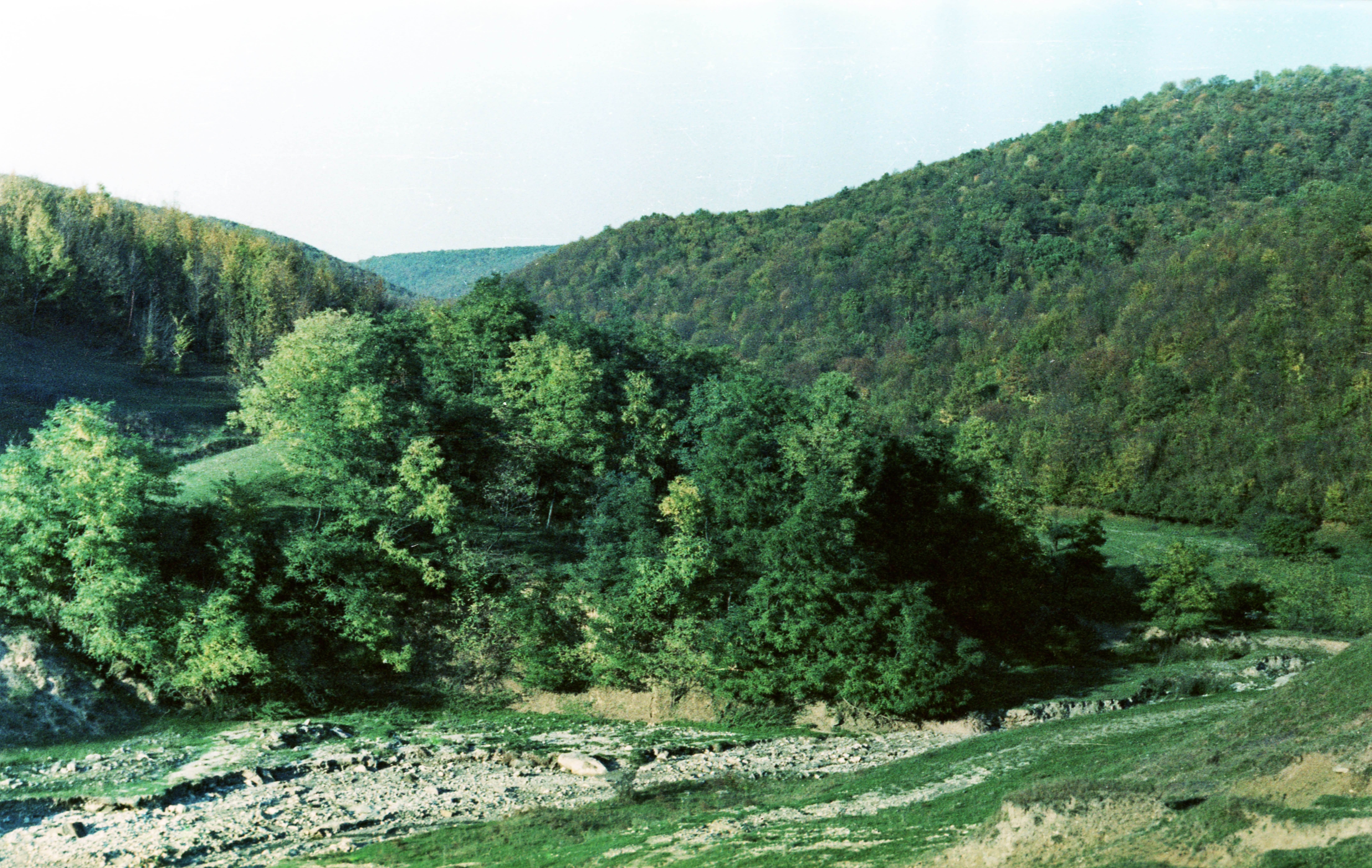
Долини Попівського рівчака і річки Матірки до її затоплення Дністровським водосховищем (1977 рік)
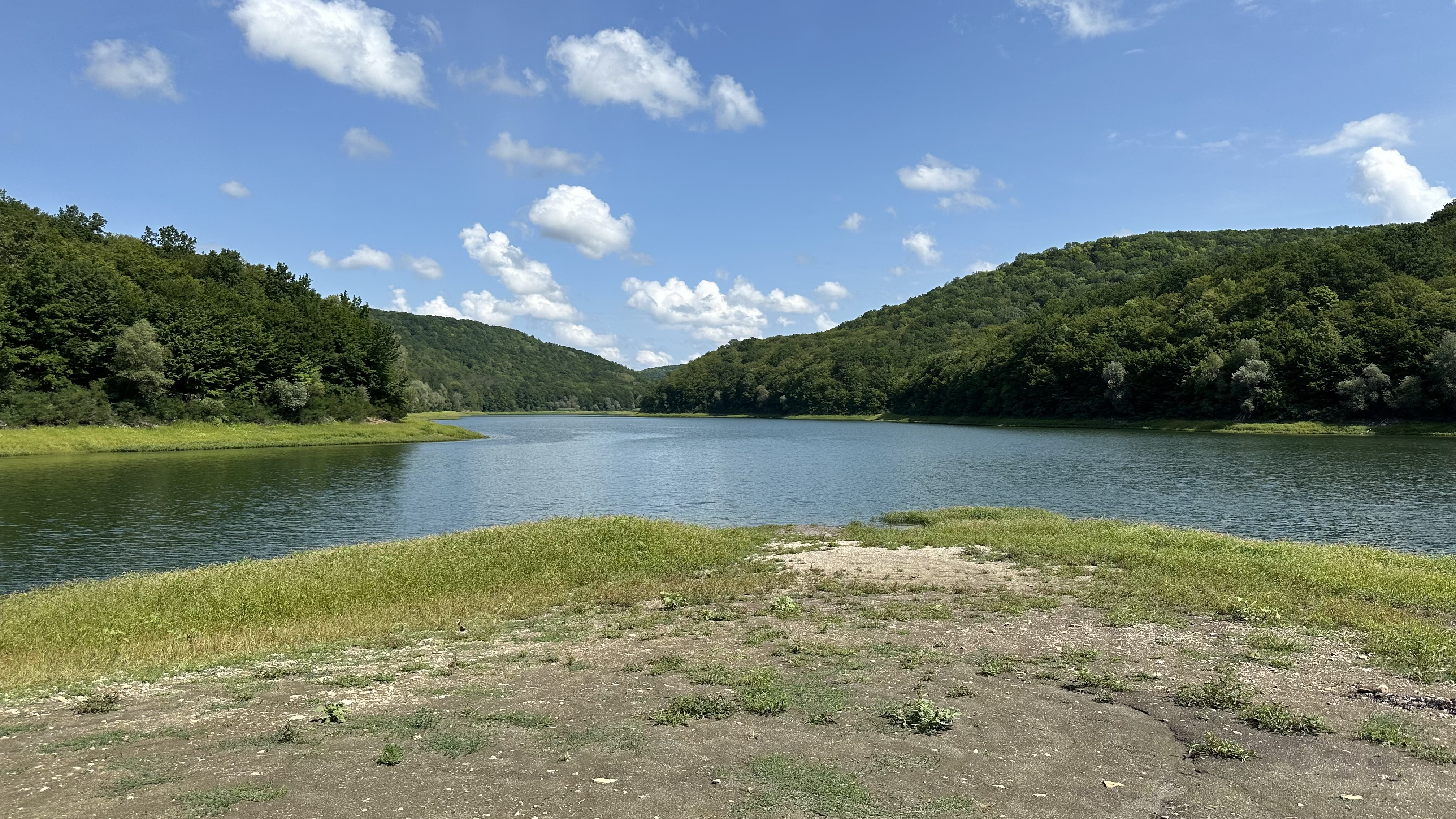
Долини Попівського рівчака і річки Матірки, затоплені Дністровським водосховищем
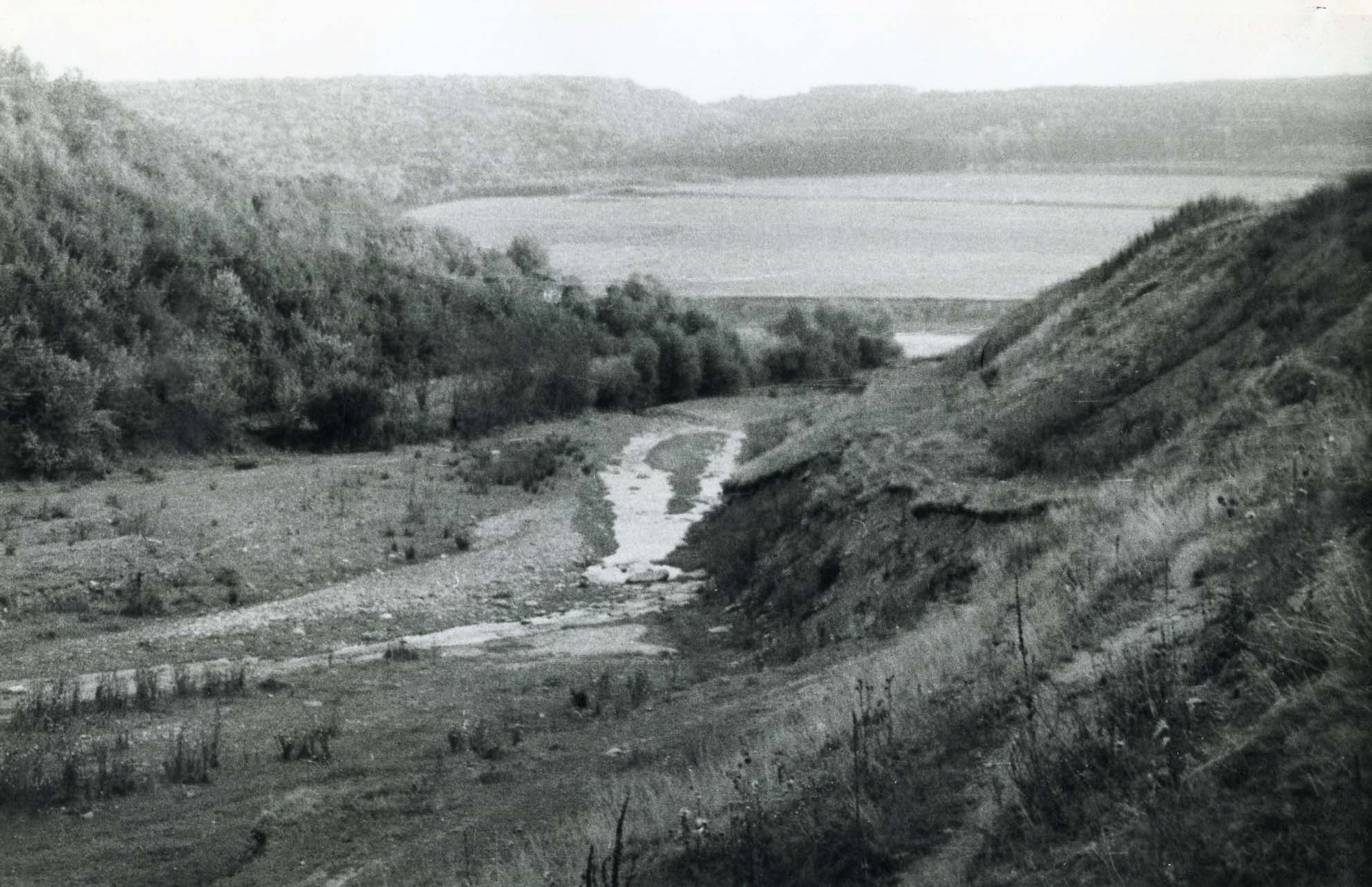
Нижня частина долини річки Матірки до її затоплення (1977 рік)
Долини річки Матірки і Дністра до затоплення (1977 рік)
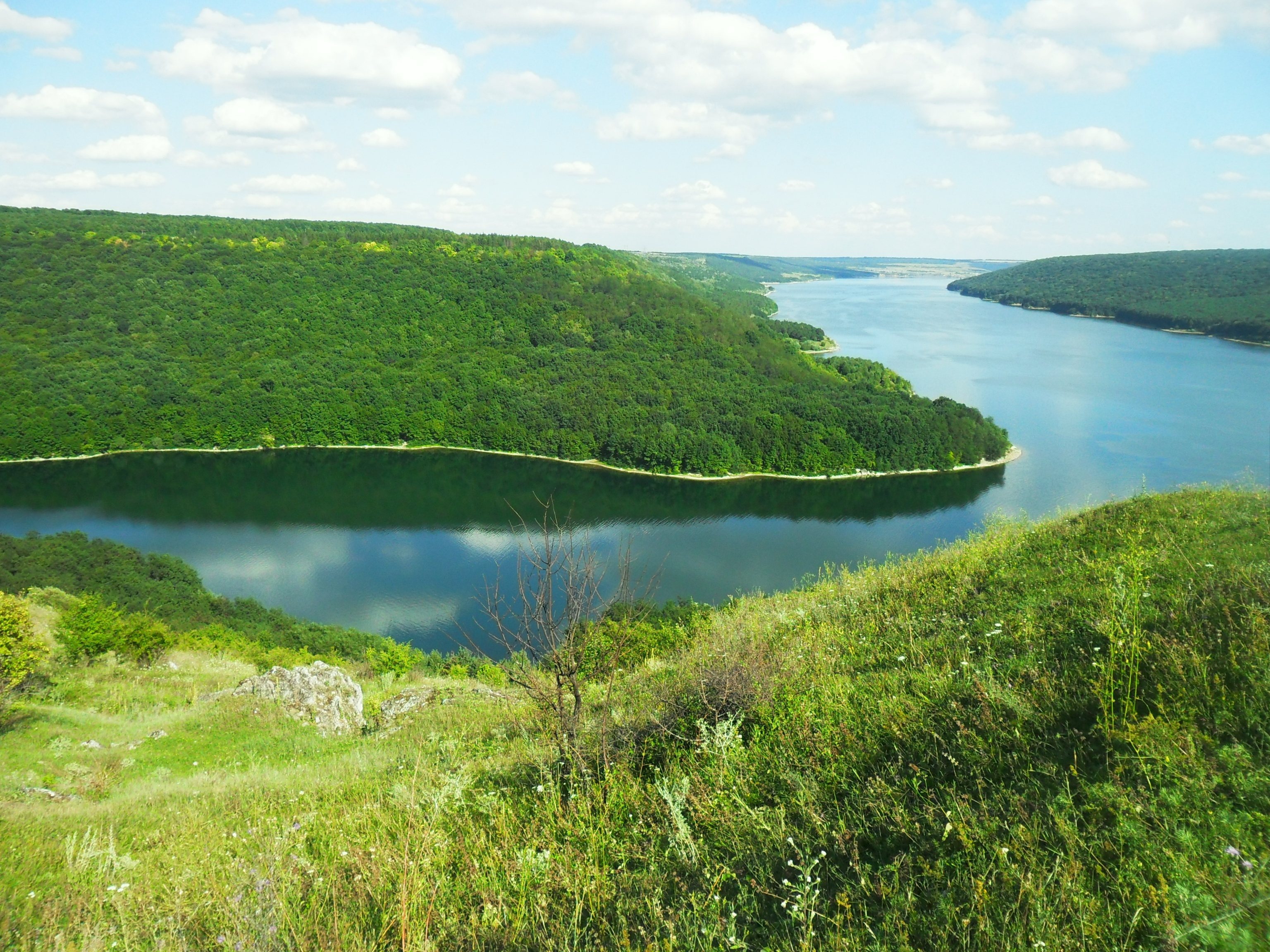
Долини річок Матірки і Дністра, затоплені Дністровським водосховищем

## Виноски
1. ↑  до адміністративно-територіальної реформи у 2020 році в межах Новоушицького району.
2. 1 2  Словник гідронімів України. — Київ: Наукова думка, 1979. — С. 355 (PDF). Архів оригіналу (PDF) за 26 грудня 2015. Процитовано 20 вересня 2016.
3. 1 2  «Maciurska, rus. Materska, mała rzeczka…, zwana także Boryczowa; poczyna sie wyźej wsi Durniaki … skąd aź do swego ujścia w okolicy wsi Rudkowiec» Słownik geograficzny Królestwa Polskiego i innych krajów słowiańskich. — Tom V. — Warszawa, 1884. — str. 887. [Архівовано 2 квітня 2015 у Wayback Machine.]
4. ↑  «Rudkowce, wś przy ujściu Boryczowy do Dniestru…»
(Słownik geograficzny Królestwa Polskiego i innych krajów słowiańskich. — Tom IX. — Warszawa, 1888. — str. 921.) [Архівовано 9 лютого 2015 у Wayback Machine.]
5. ↑  Торчинська Н. М., Торчинський М. М. Словник власних географічних назв Хмельницької області. — Хмельницький: Авіст, 2008. — С. 77, 308. Архів оригіналу за 20 березня 2022. Процитовано 27 червня 2022.
6. ↑  В.Гульдман Подольская губерния: Опыт географическо-статистического описания. — Каменец-Подольск, 1889.- с. 173.